# San Pietro di Feletto
San Pietro di Feletto (San Piero de Felét in veneto) è un comune italiano di 5 108 abitanti della provincia di Treviso in Veneto. Si tratta di un comune sparso in quanto sede comunale non è l'omonimo borgo ma quello di Rua di Feletto.

## Geografia fisica

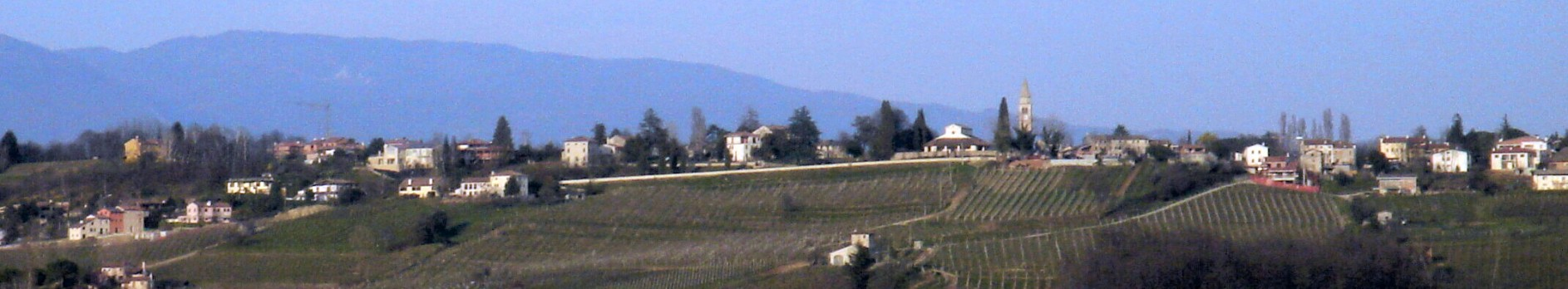
Panorama di San Pietro da Refrontolo

Il comune di San Pietro di Feletto è collocato sulle colline moreniche a nord ovest di Conegliano. Tali colline sono coperte di vigneti, soprattutto del vitigno prosecco, che in quest'area ha denominazione di origine controllata.
Tra la vegetazione si segnalano boschi di robinie e di castagni.
Il paese di San Pietro, località amena e naturalisticamente rilevante, è poi caratterizzato dalla presenza di numerose case rurali, sparse sulla superficie flessuosa delle colline dominate dall'antica pieve di San Pietro; nell'area pianeggiante retrostante quest'ultima, invece, hanno sede villette ed abitazioni di recente fattura, che costituiscono la zona residenziale del paese.

## Origini del nome
Il toponimo Feletto deriva dal latino filix "felce", in riferimento alla boscosità del territorio.

## Storia
La storia del comune inizia probabilmente attorno al VII-VIII secolo quando fu eretta la chiesa di San Pietro, forse sulle rovine di un tempio pagano. Il luogo sacro, attorno al quale si formò un primo nucleo abitato, divenne rapidamente sede di una potente pieve, la cui giurisdizione si estendeva, oltre che sul Feletto, anche su Formeniga, Collalbrigo e Refrontolo. Attorno all'XI secolo essa veniva donata al vescovo di Belluno, per passare poi alla consorteria di Conegliano. Seguirà poi le sorti di quest'ultima passando più tardi alla Serenissima.

### Simboli
Nello stemma è raffigurata l'antica pieve di San Pietro. Il gonfalone è un drappo di bianco.

## Monumenti e luoghi d'interesse

### Architetture religiose

#### Pieve di San Pietro

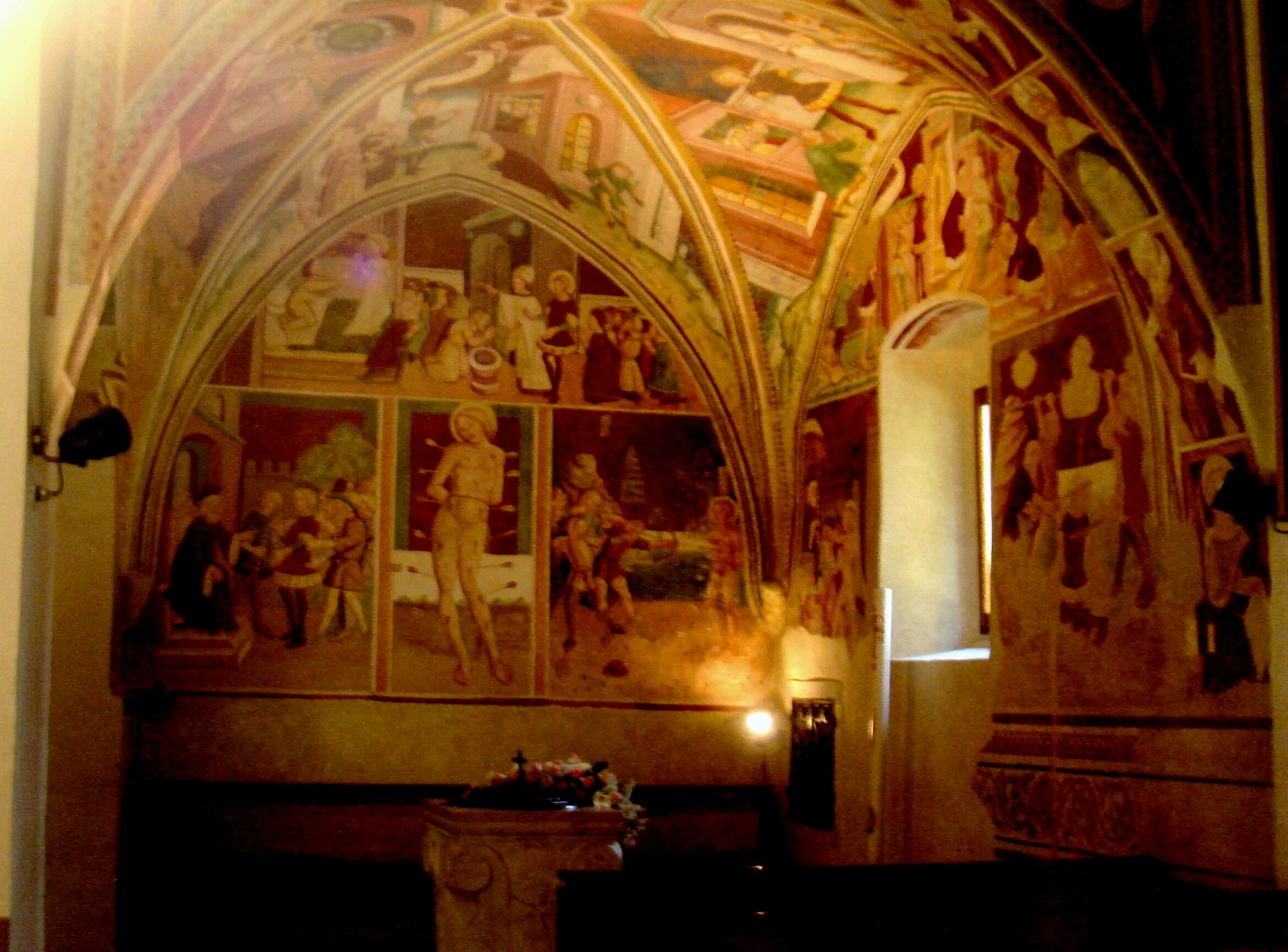
Pieve di San Pietro, affreschi cinquecenteschi nella cappella di San Sebastiano

Si tratta di una delle pievi più antiche e preziose della marca trevigiana, posta in un luogo panoramico da cui lo spettacolo paesaggistico è paragonabile solo a quello visibile dalle terrazze delle pievi di Castello Roganzuolo o di Rolle.
La chiesa, risalente all'XI secolo, si presenta con una facciata a salienti, davanti alla quale si apre un ampio porticato medievale, sotto il quale sono custoditi cinque preziosi affreschi: Sant'Antonio Abate, Vergine col Bambino, Vergine con Santi, Sacrificio di Caino e Abele, Cristo della Domenica.
L'interno, a tre navate, contiene affreschi eseguiti tra il XII e il XV secolo: i più antichi sono nella parte sinistra della navata centrale e sopra l'arco dell'abside. Il catino absidale è dominato da un grande Cristo Pantocratore tra la Vergine e San Pietro del XIII secolo. I restanti affreschi sono del XV secolo: tra essi quelli che fanno da cornice alla cappella gotica di San Sebastiano, sede del battistero e angolo più suggestivo della pieve.
Tutti i dipinti hanno beneficiato di un completo restauro tre 1998 e 2002, il quale consente oggi di godere delle suggestioni coloristiche originarie.

#### Chiesa di Santa Maria
La chiesa della frazione Santa Maria di Feletto è un edificio cinquecentesco, posto in luogo panoramico, rivolto sui colli del Collalto.

#### Chiesa di San Michele
L'attuale edificio, che funge da chiesa della frazione di San Michele di Feletto, è il rifacimento di una chiesa esistente già dal Trecento. Di piccole dimensioni, si trova lungo la strada che collega Parè e Santa Maria. All'interno è custodita un'opera attribuita a Palma il Giovane e realizzata nel XVI secolo.

#### Chiesa di Rua ed eremo camaldolese
La chiesa della frazione di Rua nacque nel Seicento assieme al complesso di un grande eremo camaldolese, di cui era parte: l'aspetto attuale è frutto di modifiche che nei secoli ne hanno ampliato le dimensioni.
L'eremo camaldolese risale al 1670 e fu soppresso nell'Ottocento da Napoleone: attualmente ne restano solo alcune parti, tra cui 4 celle, il refettorio e l'albergo dei poveri, dove ha sede il municipio.

#### Chiesa di Bagnolo
La chiesa di Bagnolo è un edificio sacro moderno e di piccole dimensioni: la facciata a capanna è aperta da un portale a tutto sesto e da un rosone; sulla sommità, percorsa da un cornicione dentellato, sono presenti, al centro, una croce e, ai lati, due pinnacoli. L'interno è a una navata e disadorno. Esternamente, presso l'adiacente cimitero, c'è un piccolo campanile, di epoca precedente, la cui cella campanaria è aperta da bifore a tutto sesto.

#### Capitelli
A San Pietro di Feletto:
- Capitello di Sant'Antonio: posta all'intersezione di via Colle con via Borgo Antiga, tale struttura votiva, dall'architettura semplice, a capanna, presenta una facciata costituita da un frontone che sovrasta una cornice, al di sotto della quale si apre un arco a tutto sesto. Guardando oltre l'inferriata che lo tiene chiuso, è ammirabile, oltre a una statuetta con le fattezze di Sant'Antonio, una serie di affreschi: sulla parete di fondo è dipinto un crocifisso, sulle due pareti laterali gli apostoli. Esternamente, poi, sui lati vi sono due nicchie all'interno delle quali altri due affreschi rappresentano Il battesimo di Cristo e Sant'Antonio.
- Capitello della Sacra Famiglia: collocato lungo via Mire, sulla destra scendendo dalla piazza della pieve, esso si presenta come un parallelepipedo posto su una base trapezoidale, sulla cui sommità, da una piccola guglia (con un angelo in bassorilievo) spunta la croce. Al centro una finestrella a tutto sesto, incorniciata da una bianca intonacatura decorata d'azzurro e coperta da inferriata, lascia intravedere un affresco: La sacra famiglia.
- Capitello della Madonna: posto in un parcheggio presso la rotatoria di via Mire, è una struttura più recente. Il piccolo frontone decorato che lo sovrasta è retto da due colonne cilindriche; sotto il piccolo pronao una nicchia contiene dipinta una Madonna col bambin Gesù.

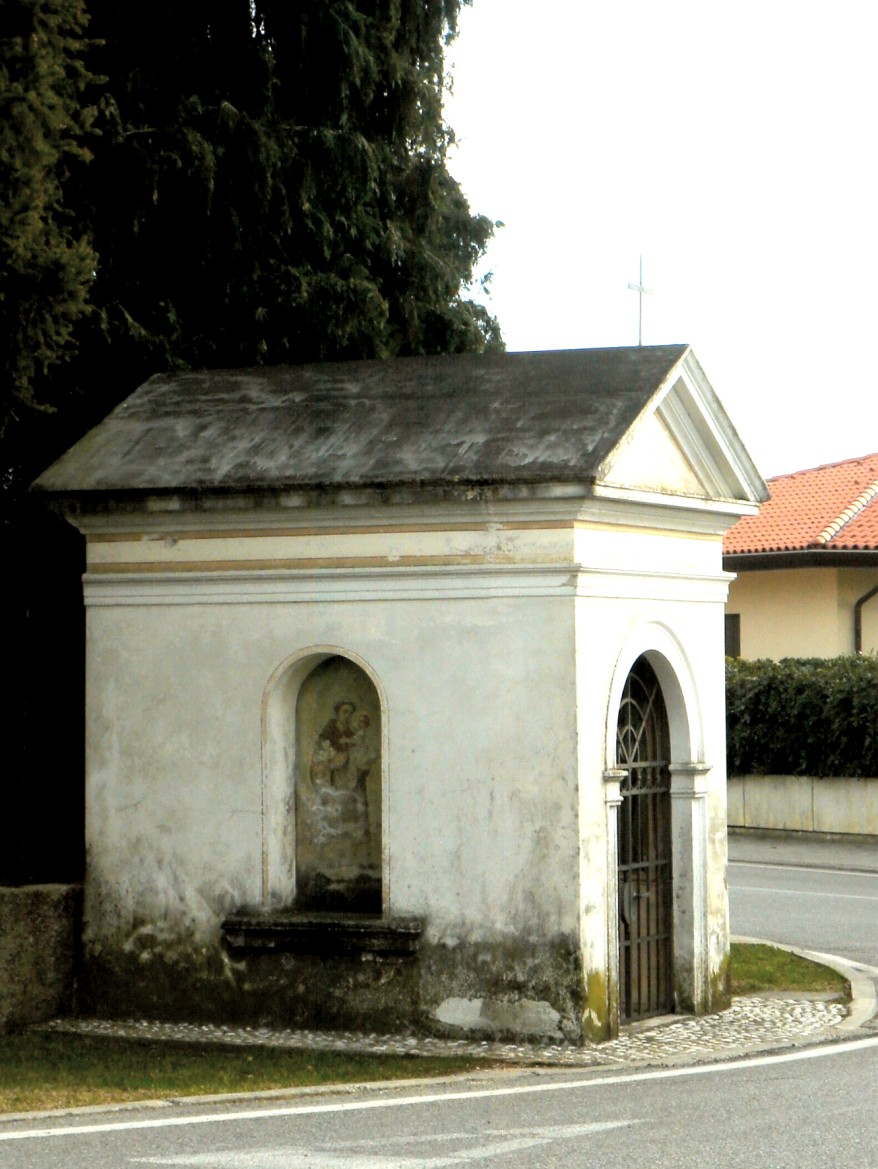
Capitello di Sant'Antonio
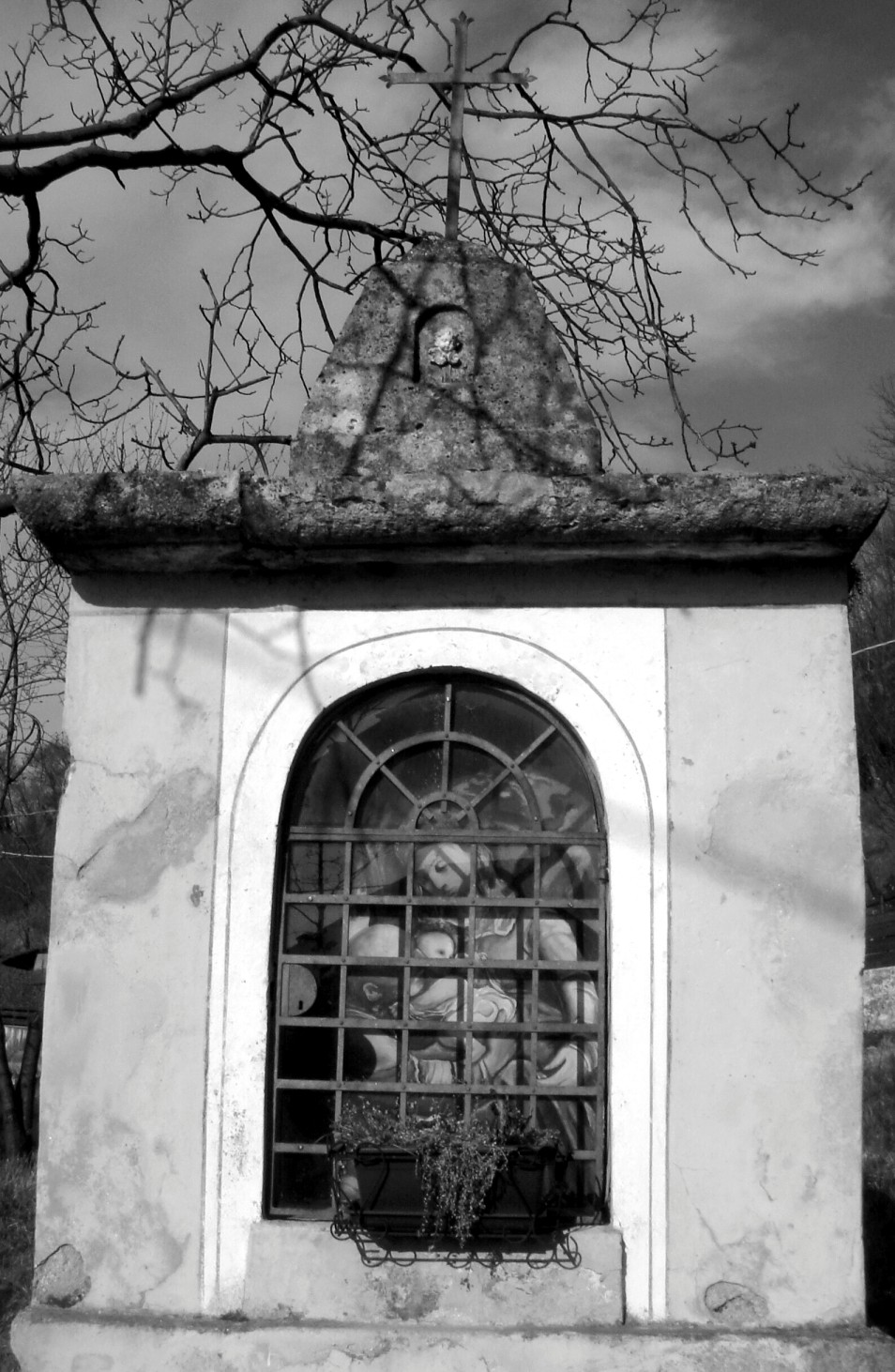
Capitello della Sacra Famiglia, particolare
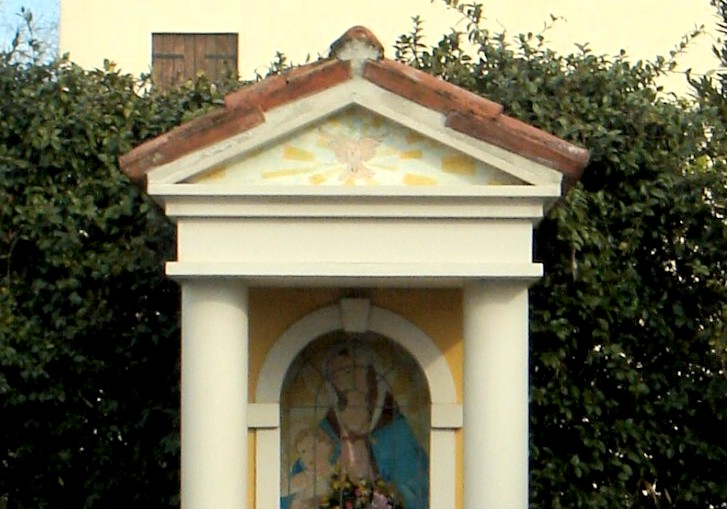
Capitello della Madonna, particolare

### Architetture civili e rurali

#### Ville venete

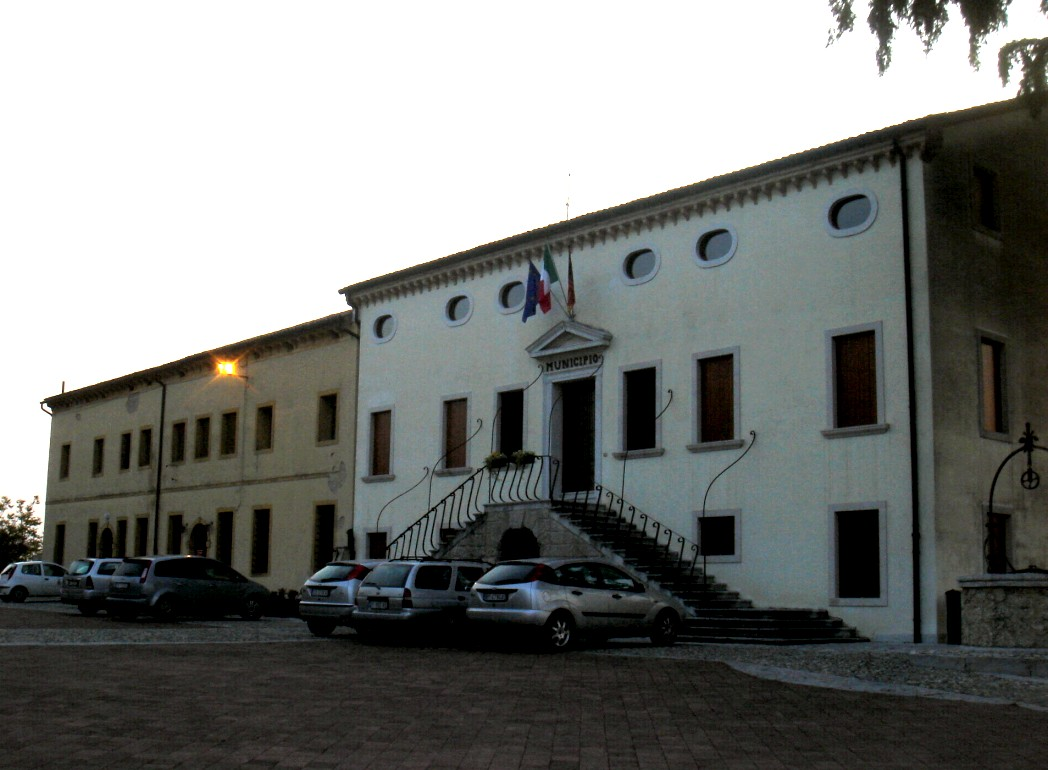
Villa Canal Astori "dei Camaldolesi"

Di seguito è proposto un elenco delle ville venete presenti sul territorio comunale di San Pietro:
- Palazzo Agosti Sartor Boldrin De Stefani[9] (XVI secolo)
- Ca' Coletti Careni Lucchetti-Stiz[10] (XVIII secolo)
- Villa Canal Astori detta "dei Camaldolesi"[11] (Rua, XVII secolo)
- Villa Pradal Vascellari[12] (XVIII secolo)
- Casa Ceschin[13] (XIV secolo)
- Villa Cosulich[14] (XIX secolo)

#### Borghi e case rurali
Fino alla metà del XX secolo, San Pietro era composto principalmente da borghi: tra essi Borgo Doimo, Borgo Lozzo, Borgo Anese, Borgo Antiga ecc.
Copiose sono anche le tipiche architetture rurali sparse sul territorio agricolo del comune, di diverse epoche e con diverse tipologie, tutte ascrivibili al modello più diffuso nell'area, con abitato a pianta rettangolare disposto su tre livelli e uno o più annessi rustici di dimensioni inferiori.

## Società

### Evoluzione demografica
Abitanti censiti

### Etnie e minoranze straniere
Al 31 dicembre 2024 gli stranieri residenti nel comune erano 179, ovvero il 3,3% della popolazione. La comunità straniera più numerosa è quella proveniente dalla Romania con il 23,2% di tutti gli stranieri presenti sul territorio, seguita dall'Ucraina e dal Marocco..

## Cultura

### Istruzione

#### Scuole
Nel comune hanno sede due scuole materne paritarie (una a Santa Maria e una a Bagnolo), tre scuole elementari statali (una a Rua, una a Bagnolo e una Santa Maria) e una scuola media statale (a Rua).

## Geografia antropica

### Frazioni

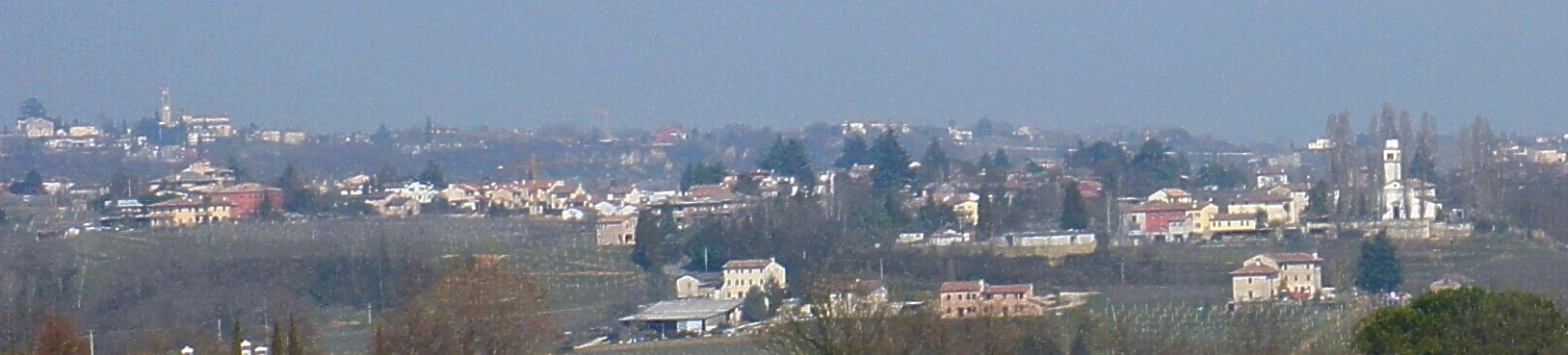
Rua (a sinistra) e Santa Maria di Feletto. Veduta dai colli del Collalto

San Pietro di Feletto, oltre all'omonimo borgo, ha quattro frazioni:
- Bagnolo (la frazione più orientale e popolosa)
- San Michele di Feletto (nella parte sud del comune)
- Santa Maria di Feletto (a ovest, tra San Pietro e San Michele)
- Rua di Feletto (in posizione centrale, sede municipale)

Oltre alle frazioni, si ricorda la presenza di diverse altre località, tra le quali la località Moro (quartiere di collegamento con il comune di Conegliano) e Crevada (abitato condiviso col comune con Susegana).

## Economia
L'economia di San Pietro di Feletto è tradizionalmente fondata sulla viticoltura e la produzione del vino bianco: questo comune infatti fa parte della Denominazione del Conegliano Valdobbiadene Prosecco Superiore DOCG.
La ricchezza paesaggistica dei colli fa essere quest'area oggetto di turismo culturale, oltre che enogastronomico.
Nell'area di Crevada ha sede anche una zona industriale.
La presenza di boschi legava un tempo l'economia di San Pietro alla produzione di legname.

## Amministrazione

### Gemellaggi
- Mûr-de-Bretagne, dal 2018

## Sport

### Ciclismo
Nel 2010 è stato ufficialmente "battezzato" il muro di Ca' del Poggio, una salita lunga 1150 m con pendenza media del 12.7% e pendenza massima del 18%. La salita, molto nota nell'ambiente ciclistico, è stata attraversata da varie edizioni del Giro d'Italia.

## Galleria d'immagini

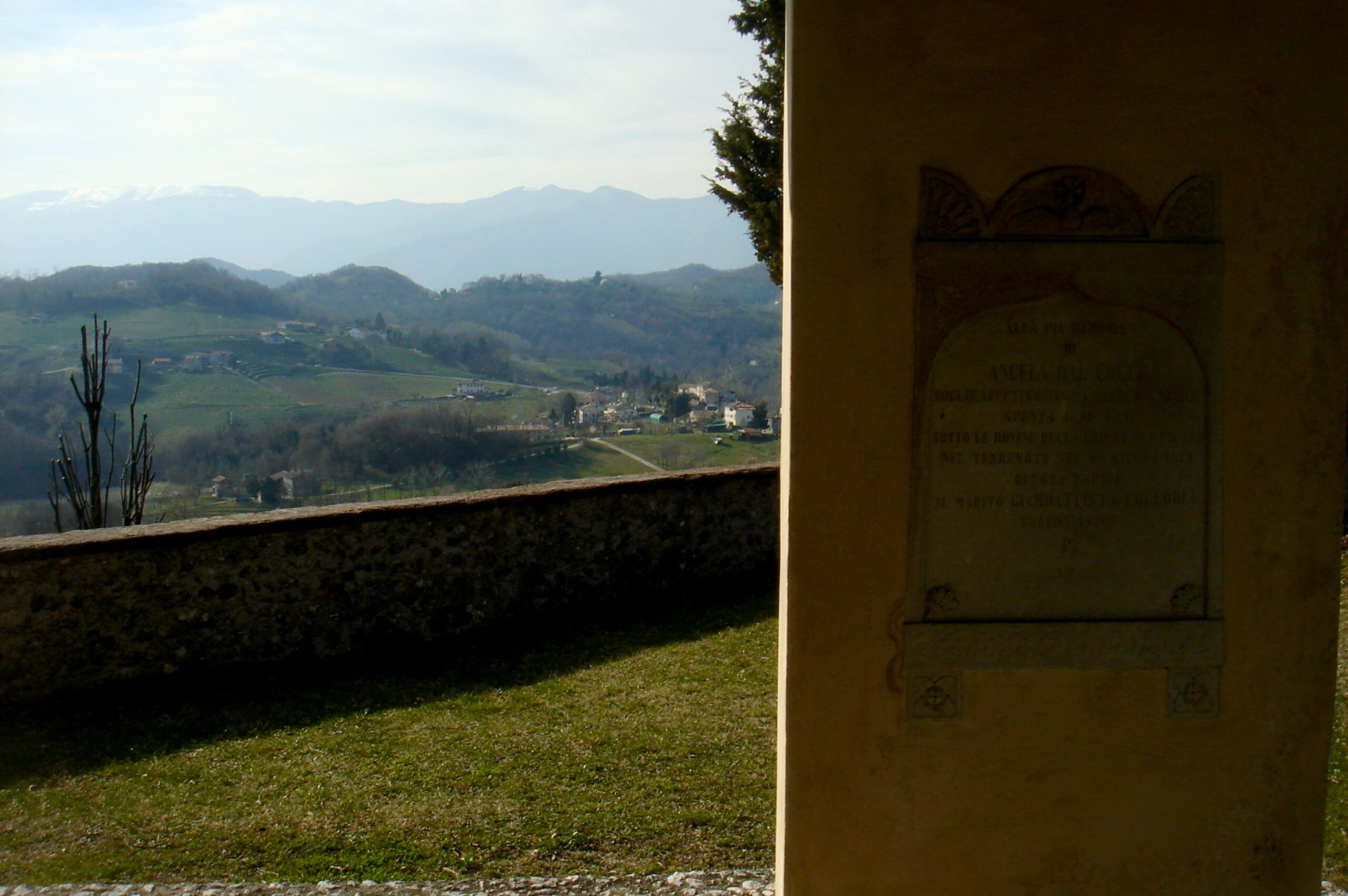
San Pietro di Feletto, panorama dal portico della pieve
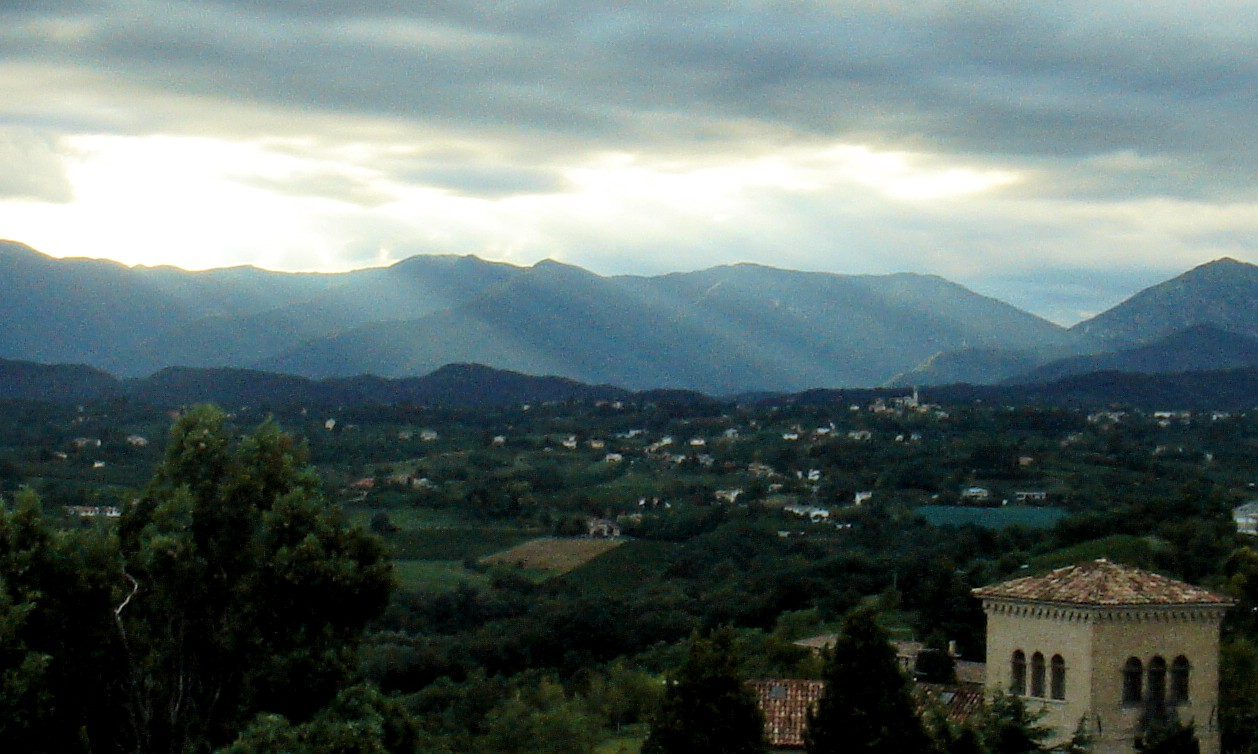
Il Feletto dalla torre del Castello di Conegliano (si distingue Rua)
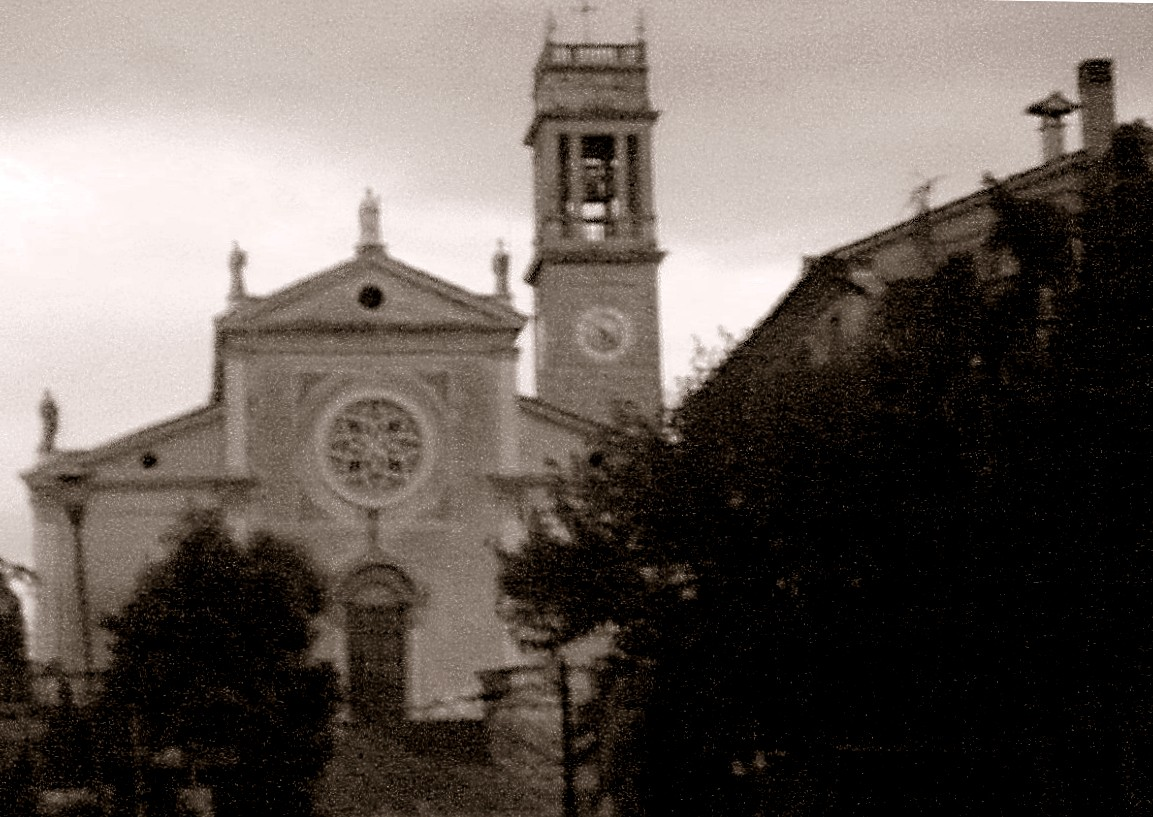
La chiesa di Rua
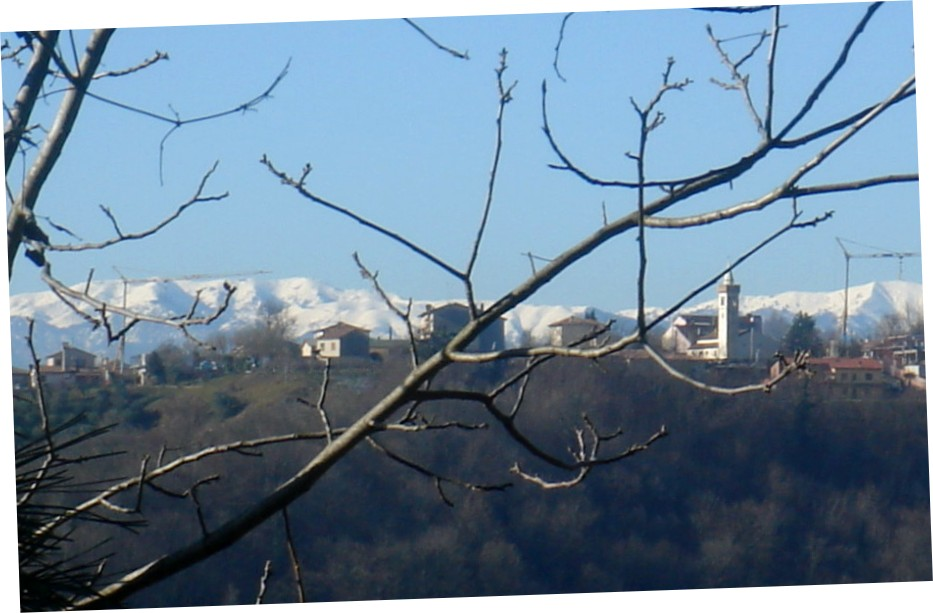
San Michele di Feletto da Collalbrigo